# Mühlheim an der Donau
Mühlheim an der Donau è una città tedesca di 3 627 abitanti, situato nel land del Baden-Württemberg.

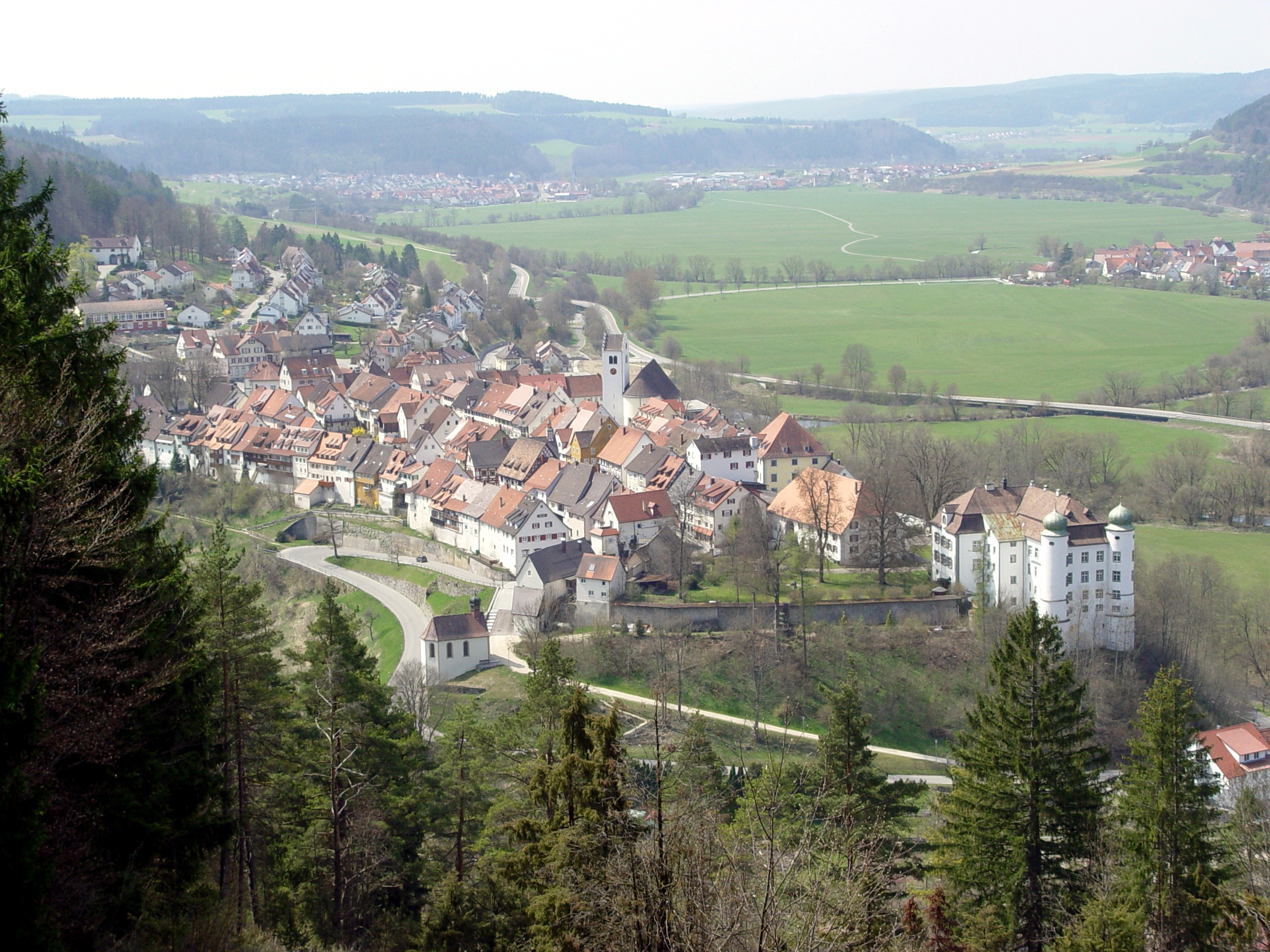
Mühlheim